# 康科德葡萄
康科德葡萄是从美洲葡萄（也称为狐葡萄）衍生的一个栽培品种，它们常被用于制作葡萄果酱、葡萄汁、葡萄派、葡萄味汽水和糖果。这种葡萄有时被用来酿酒，特别是符合教規的食物犹太酒。传统上，大多数商业生产的康科德葡萄酒都是甜的，但如果达到足够的果实成熟度，康科德葡萄也可用于酿造干型葡萄酒。这种葡萄以开发它的马萨诸塞州小镇康克特命名。
康科德葡萄的表皮通常呈现深蓝色或紫色，通常覆盖着一层可以擦除的浅色表皮蜡花。它是一种滑皮葡萄品种，这意味着果皮很容易与水果分离。康科德葡萄种子大，香气浓郁，但特别容易出现生理紊乱的黑斑。 
在美国，康科德葡萄在2011年的产量为417,800 吨。 主要种植区是纽约的五指湖、伊利湖、安大略湖、密歇根州西南部和华盛顿的亚基马谷。 有时也会发现野生的植株。

## 用途
康科德葡萄通常被用于制作葡萄果酱，偶尔也用作鲜食葡萄，尤其是在美国的新英格兰地区。它们通常被用于制作传统花生酱和果冻三明治的果酱，而康科德葡萄果酱是美国超市的主食。康科德葡萄用于制作葡萄汁，其独特的紫色导致葡萄味软饮料和糖果被人工染为紫色，而康科德葡萄中存在的一种化学物质，邻氨基苯甲酸甲酯，赋予了“葡萄”风味。一些教堂使用深色康科德葡萄汁作为圣餐服务中葡萄酒的非酒精替代品。 康科德葡萄已被用于制作犹太酒和圣餐酒。美国最古老的圣礼酿酒厂（O-Neh-Da Vineyard）仍然以宗教活动为由生产康科德葡萄酒。 

## 历史

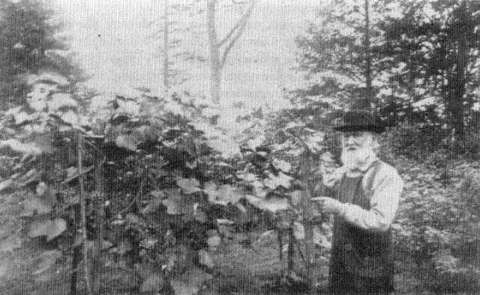
伊弗列姆-保尔(1806–95)，在马萨诸塞州康科德，以及他于 1849 年培育并命名的原始康科德葡萄藤。

康科德葡萄于1849 年由马萨诸塞州康科德的伊弗列姆-保尔育种。 保尔种下了野生美洲葡萄种子并评估了22,000 多株幼苗，然后找到了他认为最理想的康科德葡萄。基因检测证实，康科德葡萄大约有三分之一的V.vinifera葡萄血统。被选中的康科德葡萄树种植在其他品种旁边，包括卡托巴，后来在干细胞SSR分析中证明了它是康科德葡萄的母株。
1853年，康科德葡萄在波士顿园艺学会展览会上获得了第一名。 1854 年，康科德葡萄首次引入市场。1869 年，托马斯·布拉姆韦尔·韦尔奇博士在他的家里研发了第一种通过巴氏杀菌的康科德葡萄汁，其果汁成功的没有发酵。韦尔奇将果汁业务转移到纽约韦斯特菲尔德，于 1897 年将 300 吨葡萄加工成果汁。

## 图片

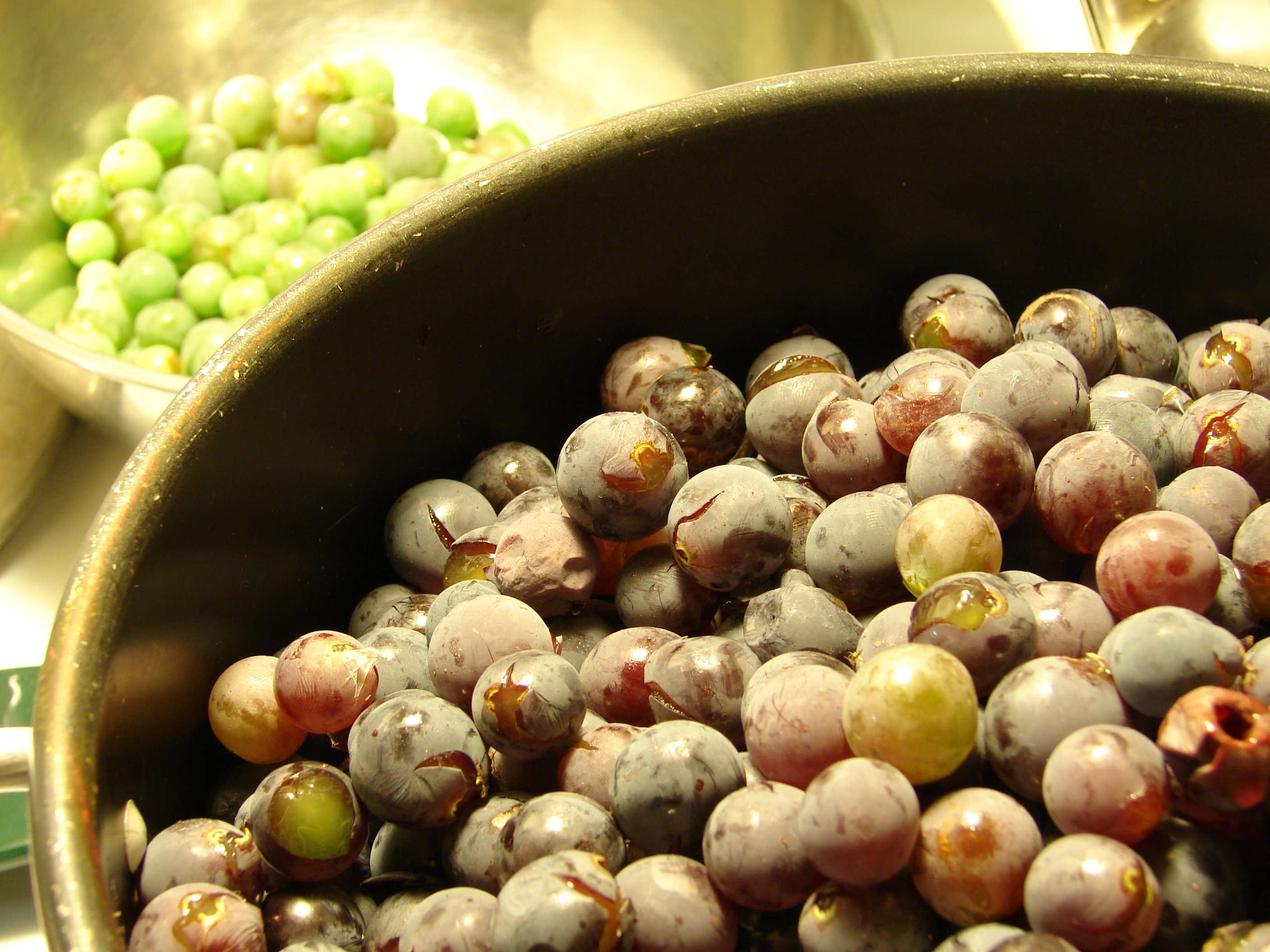
成熟的葡萄（近景）和未成熟的葡萄（背景）。未成熟的葡萄可以制成果汁。
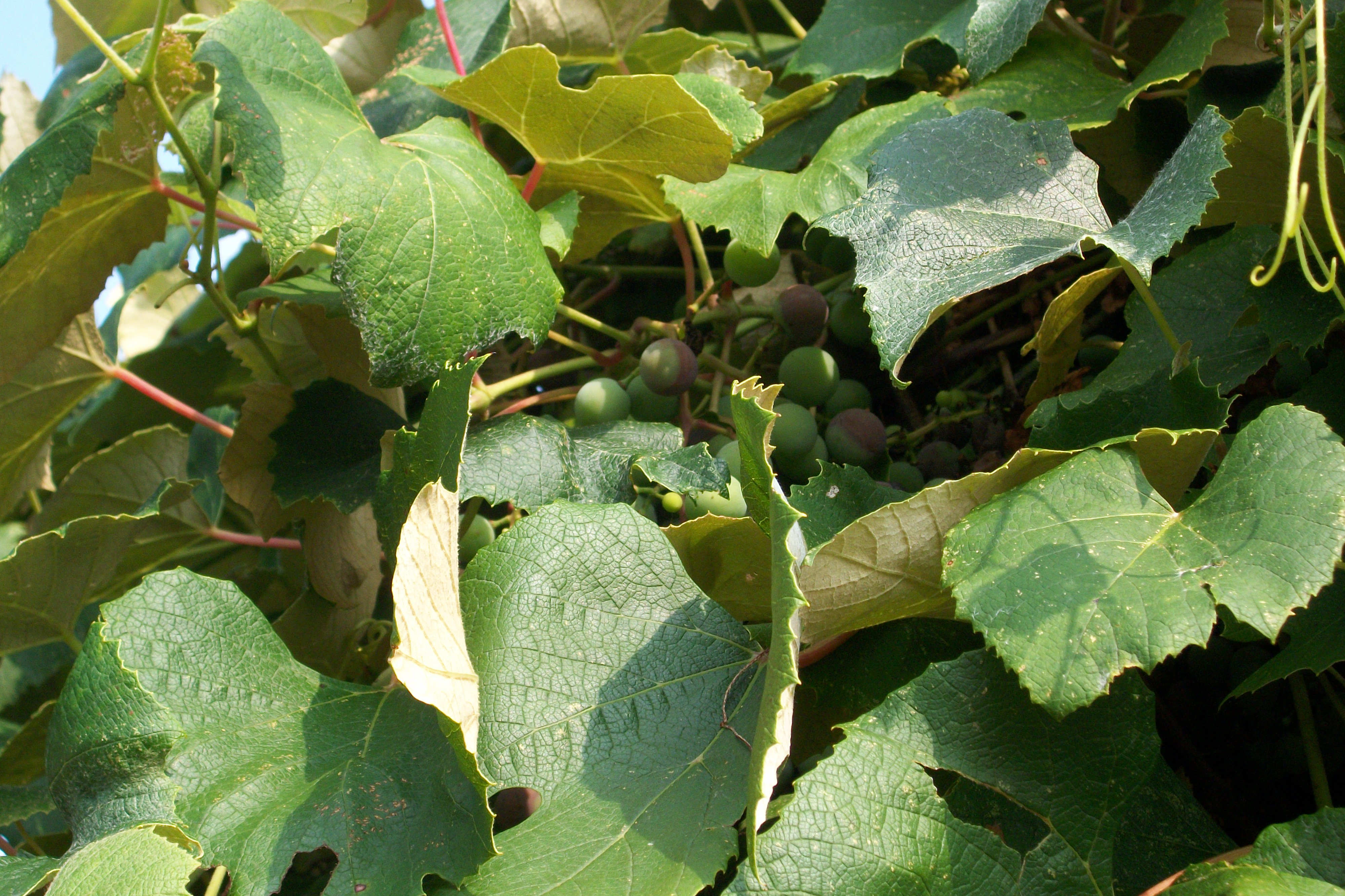
生长在马萨诸塞州葡萄岛的康科德葡萄。
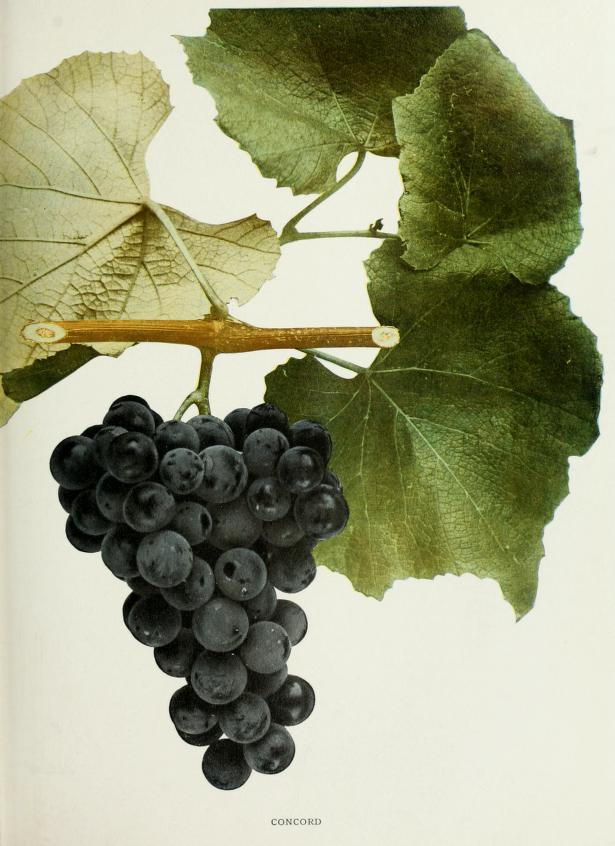
尤利西斯·普伦蒂斯·赫德里克(Ulysses Prentiss Hedrick) 于 1908 年创作的《纽约葡萄》一书中的康科德葡萄摄影板